# Список высших учебных заведений Башкортостана
В список высших учебных заведений Башкортостана включены образовательные учреждения высшего и высшего профессионального образования, находящиеся на территории Башкортостана и имеющие действующую лицензию на образовательную деятельность. Список вузов приведён в соответствии с данными сводного реестра лицензий, в список филиалов включены организации, участвовавшие в мониторинге Министерства образования и науки Российской Федерации 2017 года. По состоянию на 6 июля 2017 года в Башкортостане действующую лицензию имели 11 вузов и 24 филиала.
Филиалы вузов, головные организации которых находятся в иных субъектах федерации, сгруппированы в отдельном списке. Порядок следования элементов списка — алфавитный.

## Список высших образовательных учреждений
| Название                                                                                  | Категория         | Год основания | Месторасположение | Число студентов |
| ----------------------------------------------------------------------------------------- | ----------------- | ------------- | ----------------- | --------------- |
| Башкирская академия государственной службы и управления при Главе Республики Башкортостан | государственный   | 1991          | Уфа               | 2612            |
| Башкирский государственный аграрный университет                                           | государственный   | 1930          | Уфа               | 10528           |
| Башкирский государственный медицинский университет                                        | государственный   | 1932          | Уфа               | 6986            |
| Башкирский государственный педагогический университет им. М. Акмуллы                      | государственный   | 1967          | Уфа               | 7707            |
| Башкирский государственный университет                                                    | государственный   | 1909          | Уфа               | 14266           |
| Восточная экономико-юридическая гуманитарная академия                                     | негосударственный | 1993          | Уфа               | 6700            |
| Кумертауский институт экономики и права                                                   | негосударственный | 2002          | Кумертау          | 194             |
| Уфимский государственный авиационный технический университет                              | государственный   | 1932          | Уфа               | 15288           |
| Уфимский государственный институт искусств имени Загира Исмагилова                        | государственный   | 1968          | Уфа               | 756             |
| Уфимский государственный нефтяной технический университет                                 | государственный   | 1948          | Уфа               | 12520           |
| Уфимский юридический институт Министерства внутренних дел Российской Федерации            | государственный   | 1971          | Уфа               |                 |

## Список филиалов высших образовательных учреждений
| Название | Категория         | Год основания | Месторасположение | Месторасположение головной организации | Число студентов |
| --- | ----------------- | ------------- | ----------------- | -------------------------------------- | --------------- |
| Башкирский институт социальных технологий (филиал Академии труда и социальных отношений)                                                                                    | негосударственный | 1997          | Уфа               | Москва                                 | 847             |
| Башкирский институт технологий и управления (филиал Московского государственного университета технологий и управления имени К. Г. Разумовского (Первый казачий университет) | государственный   | 1993          | Мелеуз            | Москва                                 | 1572            |
| Башкирский институт физической культуры (филиал Уральского государственного университета физической культуры)                                                               | государственный   | 2000          | Уфа               | Челябинск                              | 1127            |
| Башкирский кооперативный институт (филиал Российского университета кооперации)                                                                                              | государственный   | 1995          | Уфа               | Мытищи                                 | 1026            |
| Бирский филиал Башкирского государственного университета | государственный   | 1939          | Бирск             | Уфа                                    | 4223            |
| Кумертауский филиал Оренбургского государственного университета | государственный   | 2003          | Кумертау          | Оренбург                               | 1632            |
| Нефтекамский филиал Башкирского государственного университета | государственный   | 2001          | Нефтекамск        | Уфа                                    | 1779            |
| Сибайский институт (филиал Башкирского государственного университета) | государственный   | 1990          | Сибай             | Уфа                                    | 1859            |
| Стерлитамакский институт физической культуры (филиал Уральского государственного университета физической культуры)                                                          | государственный   | 1996          | Стерлитамак       | Челябинск                              | 1064            |
| Стерлитамакский филиал Башкирского государственного университета | государственный   | 1995          | Стерлитамак       | Уфа                                    | 8391            |
| Уфимский институт (филиал Российского экономического университета имени Г. В. Плеханова)                                                                                    | государственный   | 1959          | Уфа               | Москва                                 | 1704            |
| Уфимский институт путей сообщения (филиал Самарского государственного университета путей сообщения)                                                                         | государственный   | 1958          | Уфа               | Самара                                 | 530             |
| Уфимский филиал Современной гуманитарной академии | негосударственный | 1994          | Уфа               | Москва                                 | 103             |
| Уфимский филиал Финансового университета при Правительстве Российской Федерации                                                                                             | государственный   | 2011          | Уфа               | Москва                                 | 2085            |
| Филиал в Белебее Самарского государственного архитектурно-строительного университета                                                                                        | государственный   | 1994          | Белебей           | Самара                                 | 571             |
| Филиал в Белорецке Магнитогорского государственного технического университета имени Г. И. Носова                                                                            | государственный   | 1957          | Белорецк          | Магнитогорск                           | 465             |
| Филиал в Ишимбае Уфимского государственного авиационного технического университета                                                                                          | государственный   | 1982          | Ишимбай           | Уфа                                    | 747             |
| Филиал в Кумертау Уфимского государственного авиационного технического университета                                                                                         | государственный   | 1999          | Кумертау          | Уфа                                    | 916             |
| Филиал в Нефтекамске Уфимского государственного авиационного технического университета                                                                                      | государственный   | 2005          | Нефтекамск        | Уфа                                    | 288             |
| Филиал в Октябрьском Уфимского государственного нефтяного технического университета                                                                                         | государственный   | 1956          | Октябрьский       | Уфа                                    | 2237            |
| Филиал в Салавате Уфимского государственного нефтяного технического университета                                                                                            | государственный   | 1956          | Салават           | Уфа                                    | 1097            |
| Филиал в Стерлитамаке Уфимского государственного авиационного технического университета                                                                                     | государственный   | 2003          | Стерлитамак       | Уфа                                    | 523             |
| Филиал в Стерлитамаке Уфимского государственного нефтяного технического университета                                                                                        | государственный   | 1955          | Стерлитамак       | Уфа                                    | 1003            |
| Филиал в Туймазы Уфимского государственного авиационного технического университета                                                                                          | государственный   | 2003          | Туймазы           | Уфа                                    | 301             |